# Disciplina (educação)
No âmbito escolar, disciplina designa um conjunto de aulas aos quais os alunos assistem e sobre as quais eles serão examinados, podendo ser aprovados ou reprovados.

## Disciplinas obrigatórias, eletivas e optativas
Alguns cursos compõe-se de disciplinas obrigatórias (isto é, que devem ser cursadas obrigatoriamente pelo aluno) e de disciplinas optativas ou eletivas (que são escolhidas livremente pelo aluno).